# Teddie Gerard
Teddie Gerard (2 tháng 5 năm 1890 – 31 tháng 8 năm 1942) là một nữ diễn viên điện ảnh người Argentina và là nghệ sĩ giải trí đầu thế kỷ 20. Tên thật của cô là Teresa Cabre. Cô sinh ra ở Buenos Aires.

## Sự nghiệp
Gerard lần đầu tiên biểu diễn tại Nhà hát Casino ở Broadway ở thành phố New York, vào tháng 2 năm 1909. Cô xuất hiện trong điệp khúc của Havana. Sau đó, cô theo chân Gaby Deslys làm bạn nhảy của Harry Pilcer. Gerard là một nhà sản xuất Flo Ziegfeld Midnight Frolic trên New Amsterdam Roof ở thành phố New York, vào tháng 8 năm 1920. Tại Luân Đôn, Anh và Paris, Pháp, cô là một ca sĩ và vũ công hồi sinh trong những năm 1920. Cô biểu diễn trong The Wedding Glide và Eclipse, được viết bởi E. Phillips Oppenheim. Năm 1921 Gerard được chọn trong phim chuyển động The Cave Girl. Cô đóng trong The Rat, một vở kịch sân khấu được lấy từ một tác phẩm do David L'Estrange viết. Buổi trình bày được tổ chức tại Nhà hát Colonial ở London vào năm 1925.

## Cuộc sống riêng tư
Cô đã cưới Joseph Raymond, một điệp viên sân khấu người Mỹ, ở Newark, New Jersey, vào năm 1908. Cô ấy đã đính hôn với diễn viên Tom Douglas trong 1926. Cô tham gia diễn viên Tom Douglas vào năm 1926. Vào tháng 10 năm 1928 Gerard tuyên bố đính hôn với Captain Archie Grant của Grenadier Guards, con trai người Scotland laird. Đám cưới được lên kế hoạch cho một hai tuần sau đó, tại Effingham, Surrey, nơi Gerard sở hữu một ngôi nhà.

## Bệnh tật và qua đời
Gerard bị bệnh nặng do nhiễm trùng phổi phải vào tháng 3 năm 1929. Cô bị giam trong một nhà dưỡng lão ở West End của London Bà mất sau một căn bệnh kéo dài ở London vào năm 1942. Bà đã 52 tuổi.

## Quay phim từng phần
- The Real Thing at Last (1916)
- The Cave Girl (1921)